# پوزاووکی
پوزاووکی (به لهستانی:  Podzałuki) یک روستا در لهستان است که در گمینا گرودک واقع شده‌است.